# Fora de Alcance
Out of Reach (br/pt: Fora de Alcance) é um filme de 2004 dos gêneros ação e suspense dirigido por Po-Chih Leong.

## Sinopse
O veterano William Lansing (Steven Seagal) é um antigo agente da CSA que trabalha em um refúgio no Alasca. Ele descobre que o programa de adoção da jovem Irena Morawska (Ida Nowakowska), uma garota polonesa de 13 anos que está ajudando, é, na verdade, um esquema de tráfico humano. Agora, Lansing vai começar uma perigosa missão para salvar a menina e acabar com a operação dos bandidos.

## Elenco
- Steven Seagal...William Lansing
- Ida Nowakowska...Irena Morawska
- Agnieszka Wagner...Kasia
- Lato Matt Schulze...Faisal Krzysztof PieczynskiIbo
- Robbie Gee...Lewis Morton
- Murat Yilmaz...Azimi Nick
- Brimble...Mister Elgin
- Jan Plazalski...Nikki
- Shawn Lawrence...Agente Shepherd
- Hanna Dunowska...Rosie
- Frank Hildebrand...Postmaster
- Klaudia Jakacka...Petra Jan